# Czottner Sándor
Czottner Sándor (Királyrév, 1903. május 30. – Budapest, 1980. április 27.) géplakatos, kohómunkás, politikus.

## Élete
1922-től a csepeli Weiss Manfréd Művekben dolgozott géplakatosként és kohómunkásként. 1929–1932-ben a Vasas Szakszervezet csepeli vezetőségének tagja volt, 1931-ben belépett MSZDP-be. Az ország német megszállása (1944) után a csepeli tizenhármas bizottság tagja, a helyi ellenállás egyik vezetője volt. 1945. január 13-án részt vett az MKP csepeli szervezetének megalapításában. 
A csepeli acélmű 1948-as államosítását követően az üzemi bizottság képviselőjeként működött, később igazgató-helyettessé nevezték ki. 1948–1949-ben a Kohóipari Központ vezérigazgatója volt. 1949-ben az Iparügyi Minisztériumba került miniszteri tanácsosi  beosztásban, majd a tárca kettéválasztása után 1949. június 17-től 1950. december 16-áig a Nehézipari Minisztérium politikai államtitkára lett. Közben a Vörös Akadémia Kohómérnöki Karát látogatta. 1950. május 31-től az MDP Központi Vezetőségének a póttagja, 1951. március 1. és 1956. október 30. között pedig rendes tagja volt. 
1950. december 16-tól 1953. július 4-ig bánya- és energiaügyi miniszter, 1953. július 4-től 1954. október 9-ig a nehézipari miniszter első helyettese, 1954. október 9-től 1956. július 30-ig szénbányászati miniszter, 1956. július 30-tól október 31-ig ismét bánya- és energiaügyi miniszter volt. 1953 és 1967 között országgyűlési képviselő is volt. 1957. március 1-jétől május 9-ig mint a Nehézipari Minisztérium megbízott vezetője, 1957. május 9-től 1963. március 20-ig – nyugalomba vonulásáig – pedig nehézipari miniszterként működött.

## Művei
- Olajbányászati Tudományos Ülésszakok. 1962. okt. 8-13. Plenáris ülés / Czottner Sándor: A magyar olajbányászat gazdasági jelentősége / Bese Vilmos: A huszonötéves magyar olajbányászat története; Terv Ny., Bp., 1962

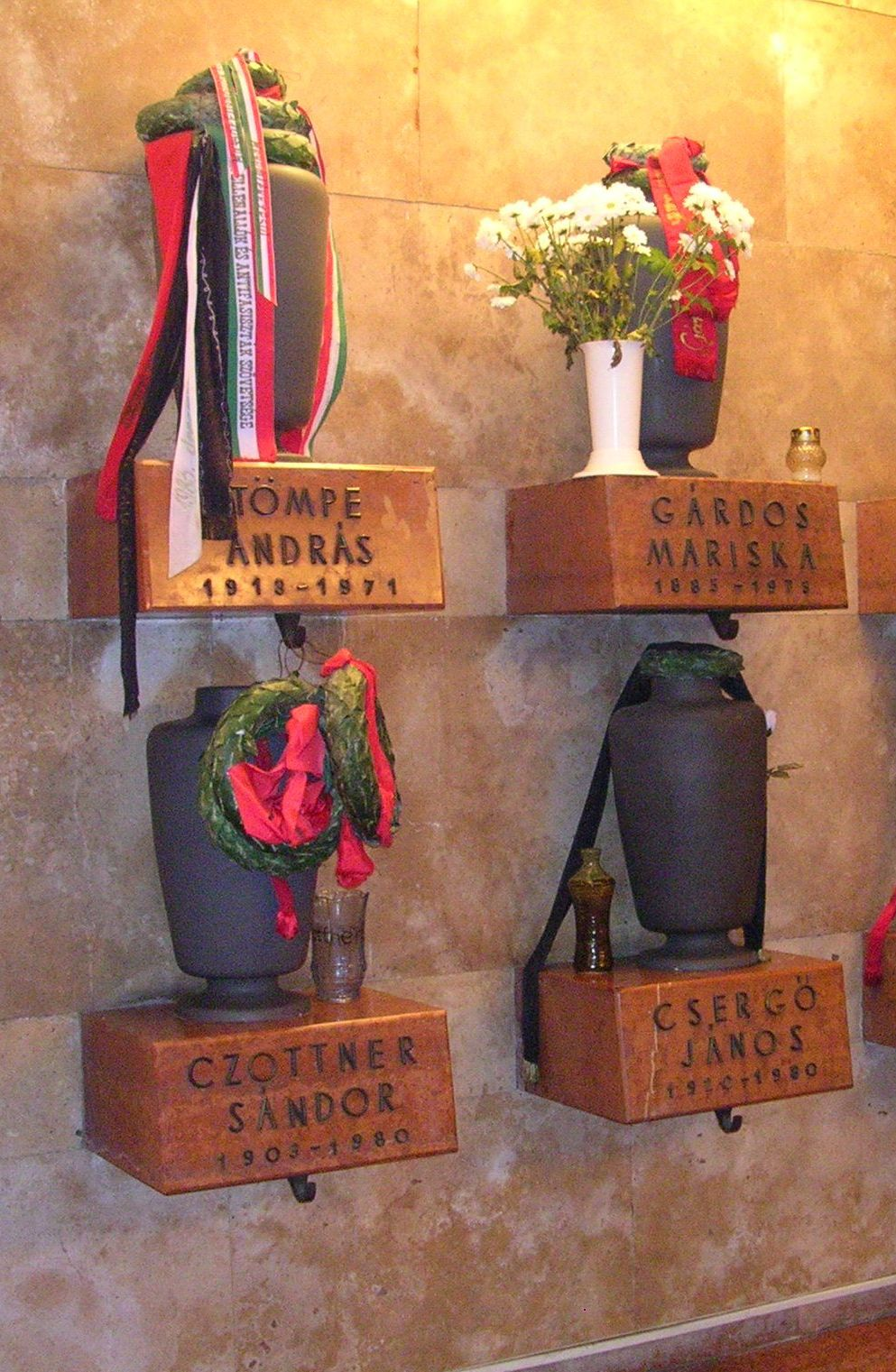
Urnája a Fiumei úti sírkert Munkásmozgalmi Panteonjában